# Разакацітакатрандріана
Разакацітакатрандріана (*д/н — після 1675) — 6-й мпанзака (володар) держави Імерина у 1670—1675 роках. Повне ім'я Андріанджака Разакацітакатрандріана. Також відомий як Андріанджкацітакатрандріана.

## Життєпис
Старший син Андріанцімітовіамінандріандегібе, правителя Імерини, та Рамагафолоаріво. Народився в м. Амаламанга, отримавши ім'я Ламборітакатра. Замолоду отримав титул спадкоємця. Відомий суперництвом з молодшим братом Андріанджаканаваловандамбо під час зведення гребель навколо столиці держави. Ще під час правління батька отримав в управління західні та північні області.
Посів трон близько 1670 року. Ймовірно з самого початку стикнувся з опозицією з боку брата, якого підтримувала частина знаті. Також свої діями з централізації держави, обмеження прав знаті налаштував проти себе багатьох. Проти нього став інтригувати Андріампандрі, голова ради знаті та радник правителя. Той під виглядом спроб замирити братів почав пропогувати підтримку Андріанджаканаваловандамбо.
Зрештою 1675 року внаслідок заколоту Разакацітакатрандріану було повалено. Андріампандрі сприяв захопленню трону Андріанджаканаваловандамбо, який прийняв ім'я Андріамасінавалуна. Повалений правитель втік до держави сакалава — Фіхеренана, де домовився про отримання військової допомоги для повернення на трон. Втім зрештою зазнав поразки й здався братові. Його було заслано до поселення Анкадімбахоака. Подальша доля невідома.